# Mads Hedenstad Christiansen
Mads Hedenstad Christiansen, né le 21 octobre 2000 en Norvège, est un footballeur norvégien qui évolue au poste de gardien de but au Lillestrøm SK.

## Biographie

### En club
Mads Hedenstad Christiansen est formé par le Lillestrøm SK, où il arrive à l'âge de 13 ans. Il signe son premier contrat professionnel le 16 août 2018, à l'âge de 17 ans. Christiansen fait ses débuts en professionnel avec le club, en deuxième division norvégienne. Il joue son premier match en professionnel dans cette compétition, le 3 juillet 2020, lors de la première journée de la saison 2020 face au Grorud IL. Il est titularisé, garde sa cage inviolée, et son équipe l'emporte par un but à zéro.
Il découvre la première division lors de la saison 2021. Il joue son premier match dans l'élite le 27 mai 2021, face à l'Odds BK. Il est titularisé, garde sa cage inviolée, et son équipe l'emporte par un but à zéro grâce à une réalisation de Thomas Lehne Olsen. Il s'impose alors en équipe première, étant même l'un des meilleurs gardiens de la ligue, et remporte le prix du meilleur jeune joueur du championnat du mois de juin 2021.
Le 31 décembre 2021, Christiansen prolonge au Lillestrøm SK de quatre saisons. Il est alors lié au club jusqu'en décembre 2025,.
Le 7 août 2022, Christiansen se fait remarquer lors d'une rencontre de championnat contre le Tromsø IL en marquant le premier but de sa carrière. Alors que son équipe est menée par un but à zéro, le jeune portier de 21 ans monte dans la surface adverse sur un coup franc offensif de son équipe dans le temps additionnel et inscrit le but égalisateur, permettant aux siens de faire match nul (1-1 score final). Il est le premier gardien de but de l'histoire du Lillestrøm SK à inscrire un but en première division norvégienne.

### En sélection
Mads Hedenstad Christiansen joue son premier match avec l'équipe de Norvège espoirs face à l'Azerbaïdjan le 16 novembre 2021. Il est titularisé et son équipe l'emporte par deux buts à un,.
Il est retenu avec les espoirs pour participer au championnat d'Europe espoirs en 2023.